# Automeris pallens
Automeris pallens är en fjärilsart som beskrevs av Conte 1906. Automeris pallens ingår i släktet Automeris och familjen påfågelsspinnare. Inga underarter finns listade i Catalogue of Life.